# Mirabilis melanotricha
Mirabilis melanotricha är en underblomsväxtart som först beskrevs av Paul Carpenter Standley, och fick sitt nu gällande namn av Richard William Spellenberg. Mirabilis melanotricha ingår i släktet underblommor, och familjen underblomsväxter. Inga underarter finns listade i Catalogue of Life.